# 鑽石唱片 (唱片公司)
鑽石唱片（英語：Diamond Records）是香港一間唱片公司，在1957年由葡萄牙人Ran Silva成立，後來於1971年被寶麗多唱片（即後來的寶麗金和現時的環球唱片的前身）收購。
鑽石唱片成立初期以代理外國進口唱片為主。美國水星唱片 Mercury Records 為其合作伙伴。同時鑽石唱片在1960年代初期開始有錄製本地英文歌曲唱片。1960年 在江玲的英文專輯曾將部份歌詞以中文唱出。
60年代中期，隨著披頭四在香港揭起熱潮，不少本地青年合組樂團。鑽石唱片經理林振業（Lal Dayaram，LAL爺）發掘本地樂隊，於於1965年起，為不少本地樂隊出版唱片。當時香港大部份本地樂隊都被鑽石唱片簽下。
1969年，本地流行樂隊開始退潮。鑽石唱片於1971年正式出售予寶麗多唱片。
2004年起，環球唱片陸續發行一批鑽石唱片的複刻專輯﹐當中1965年的鄧寄塵專輯《鄧寄塵之歌》深受歌迷和收藏者的歡迎。
2020年，環球唱片推出全數57隻Diamond唱片的複刻版CD。

## 旗下歌手
- 許冠傑（The Lotus）
- Joe Junior（Joe Jr. & The Side Effects）
- 泰迪羅賓（Teddy Robin & The Playboys）
- The Mystics
- The Menace
- Anders Nelson & The Inspirations
- D' Topnotes
- 菲律賓樂隊 The Fabulous Echoes
- Danny Diaz & The Checkmates
- Astro-Notes
- 江玲（Kong Ling）
- 方逸華
- 潘迪華
- 鄧寄塵
- 鳴茜（Rowena）
- 呂紅
- Serrini